# Vasilați
Vasilați là một xã thuộc hạt Călărași, România. Dân số thời điểm năm 2002 là 7947 người.